# Cementación Naya

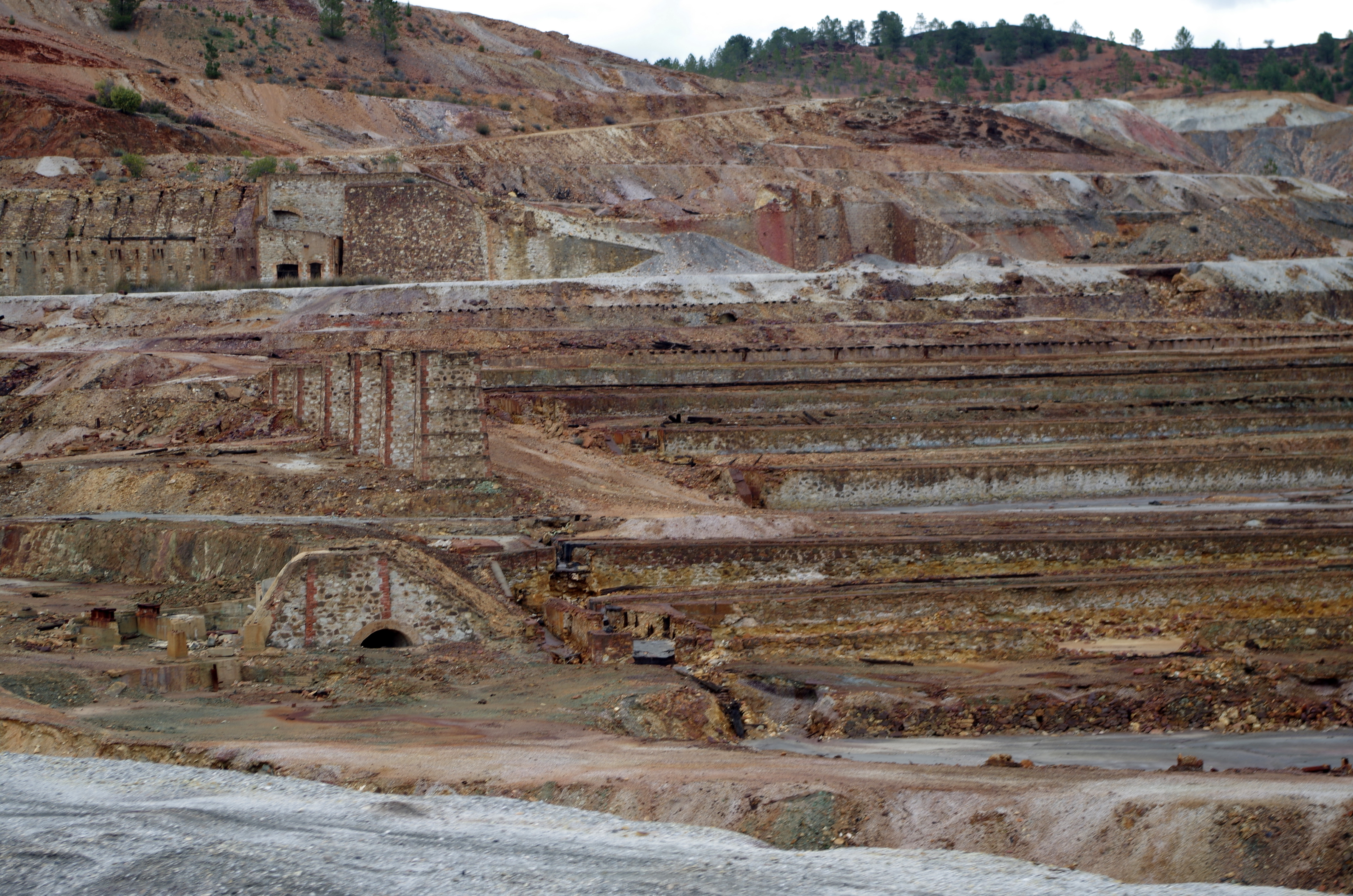
Antiguas instalaciones, 2016.

La Cementación Naya fue un complejo industrial que estuvo en servicio en la cuenca minera de Riotinto-Nerva, en la provincia de Huelva (España). Era empleado para la obtención de cobre por vía húmeda. En la actualidad las infraestructuras se conservan de forma parcial, manteniéndose los antiguos canaleos.

## Historia
El complejo se encontraba situada en el área de Zarandas-Naya, donde a comienzos del siglo XX la Rio Tinto Company Limited concentró el procesado del mineral. En la Cementación Naya se llevaban a cabo labores de obtención de cobre por vía húmeda. Este procedimiento se adoptó tras el abandono en la primera década del siglo XIX de las polémicas «teleras», que empleaban la incineración al aire libre de los montones de mineral. Tras la construcción de la Cementación Naya todas las actividades hidrometalúrgicas de la cuenca de Riotinto pasarían a concentrarse de hecho en esta zona. El agua empleada en los procesos hidrometalúrgicos de la Cementación era obtenida del río Tinto. A comienzos de la década de 1930 se construyeron en las cercanías unas balsas de sulfato ferroso para reaprovechar las aguas residuales que sobraban del procesado metalúrgico. En 1968 la actividad hidrometalúrgica de la cuenca se trasladó a las escombreras de baja ley de Cerro Colorado.
La Cementación Naya estaba enlazada con la vía general del ferrocarril de Riotinto y con la estación de Zarandas-Naya a través de varios ramales.